# WarioWare: Get It Together!
WarioWare: Get It Together! – kompilacja minigier stworzona przez Nintendo EPD i Intelligent Systems na Nintendo Switch. Jest to dziesiąta gra z serii WarioWare po grze WarioWare Gold opublikowanej na Nintendo 3DS w 2018 roku. WarioWare: Get It Together! zostało ogłoszono na E3 2021. Gra została opublikowana 10 września 2021 roku. Darmowa wersja próbna została opublikowana 20 sierpnia 2021 roku.